# Католицизм в Албании
Католицизм в Албании. Католическая церковь Албании — часть всемирной Католической церкви. Католицизм — третья по распространённости религия в стране после ислама и православия. По данным Всемирной книги фактов ЦРУ католики составляют около 10 % населения страны. По данным сайта catholic-hierarchy.org в 2005 году число католиков страны составляло около 235 тысяч человек (9,5 % населения). Католическое население распределено по территории страны крайне неоднородно, по историческим причинам большинство католиков Албании проживает в северо-западном регионе страны, в то время как в южных районах их число исчезающе мало. В Шкодере, Леже и некоторых других северо-западных городах католики составляют большинство населения.
Подавляющее большинство албанских католиков принадлежит к латинскому обряду. Около 3600 албанских грекокатоликов составляют Албанскую грекокатолическую церковь. Кроме того значительное количество этнических албанцев-католиков проживает за пределами страны — в Косово, в Италии (см. Итало-албанская католическая церковь), в Черногории (около 8 тысяч) и других странах.

## История
Начало христианизации территории современной Албании восходит к первым векам христианства, на Сардикийском соборе (343) присутствовали епископы из этих земель. В середине IX века Албания вошла в состав первого Болгарского царства, после его христианизации епархия Дурреса была подчинена автокефальному архиепископству Болгарии с центром в Преславе. Латинский обряд сохранялся только на севере Албании. Существовавшие здесь епархии были подчинены первоначально митрополиям в Сплите и Дубровнике, в XI веке перешли под власть созданного Барского архиепископства (ныне Черногория). В XIII веке на короткое время албанское побережье попало под власть Венеции, было учреждено католическое архиепископство в Дурресе. В XIII—XIV веках большая часть современной Албании входила в состав православных Эпирского деспотата и Сербского королевства, католики составляли существенный процент населения только на северо-западе современной Албании.
С XIV века на Албанию постоянно нападают турки. Сопротивление албанцев длилось долго, но к концу XV века было подавлено. Почти вся территория Албании вошла в состав Османской империи. Значительная часть албанского населения эмигрировало в Италию, многие из них вошли в Итало-албанскую католическую церковь. Оставшееся в Албании население подвергалось исламизации, хотя существенная часть албанцев сумела сохранить христианство; иногда обращение в ислам носило чисто формальный характер. Некоторое оживление католичества в Албании началось во второй половине XIX века с ослаблением Османской империи. В 1856 году итальянские иезуиты сумели открыть в Шкодере коллегию, в 1870 году основана католическая типография. В 1886 году Барская митрополия утратила власть над албанскими католиками, было основано архиепископство в Шкодере, которому подчинены все албанские епархии, за исключением архиепархии Дурреса.
В 1912 году провозглашена независимость страны. В 1939 году Албания оккупирована фашистской Италией. Согласно итальянской статистике в 1942 году 69 % албанцев были мусульманами, 20,6 % — православными, 10,3 % католиками.
После Второй мировой войны власть в стране перешла в коммунистам. Католическая церковь как и другие религиозные организации подверглись жестоким репрессиям — были казнены двое из пяти католических епископов и 40 из 180 священников, множество прошло через тюрьмы. Несмотря на это до 1967 года Католическая церковь в стране сохраняла возможность функционирования, но в крайне ограниченных условиях. В 60-е годы XX века Албания разорвала политические отношения с СССР и произвела политическую переориентировку на маоистский Китай. В 1967 году были закрыты все культовые учреждения страны, включая 157 католических церквей. Все католические священники либо высланы, либо направлены в трудовые лагеря. Конституция 1976 года провозглашала Албанию первым в мире атеистическим государством, религиозная деятельность наказывалась длительным заключением или смертной казнью. Так, в 1971 году за тайное крещение мальчика был расстрелян католический священник Штьефен Курти. 26 апреля 2016 года Папа Римский Франциск I причислил 38 албанских католиков к мученикам католической церкви. С 2002 года в Ватикане начат процесс беатификации.
После смерти в 1985 году Энвера Ходжи началось постепенное ослабление режима. В 1990 году разрешено частное отправление религиозных обрядов, а в 1992 году провозглашена свобода совести. В том же году воссозданы регулярные епархиальные структуры Католической церкви и местные структуры монашеских орденов. В 1993 году Албанию посещал папа Иоанн Павел II.

## Структура
Католическая церковь в стране структурно делится на две архиепархии-митрополии Шкодер-Пулт и Тирана-Дуррес; а также три подчинённых ей епархии — Лежа, Решени и Сапа (центр — Vau-Dejës). Кроме того, Албанская греко-католическая церковь также подчинена митрополии Тирана-Дуррес на правах апостольской администратуры.
Церковь Богоматери Доброго совета в Шкодере имеет статус национальной святыни.
Статистика по епархиям (данные 2004 года):
| Епархия                      | Епархия       | Статус      | Митрополия    | Число католиков | Процент католиков | Число священников | Число приходов | Глава               | Кафедральный собор                          |
| Архиепархия Шкодера — Пулта  | Shkodrë-Pult  | Архиепархия |               | 132800          | 65,5 %            | 48                | 29             | Angelo Massafra     | Собор Святого Стефана Первомученика, Шкодер |
| Архиепархия Тираны — Дурреса | Tiranë-Durrës | Архиепархия |               | 105 400         | 8,8 %             | 30                | 21             | Rrok Kola Mirdita   | Кафедральный собор Святого Павла, Тирана    |
| Епархия Лежи                 | Lezhë         | Епархия     | Шкодер-Пулт   | 85 000          | 70,8 %            | 13                | 13             | Ottavio Vitale      | Собор Святого Николая, Лежа                 |
| Епархия Сапы                 | Sapë          | Епархия     | Шкодер-Пулт   | 90 000          | 45 %              | 14                | 33             | Lucjan Augustini    | Собор Матери Терезы, Вау-Деяс               |
| Епархия Решени               | Rrëshen       | Епархия     | Тирана-Дуррес | 57 000          | 28 %              | 7                 | 17             | Cristoforo Palmieri | Собор Иисуса Спасителя, Решени              |